# Ricezione (football americano)

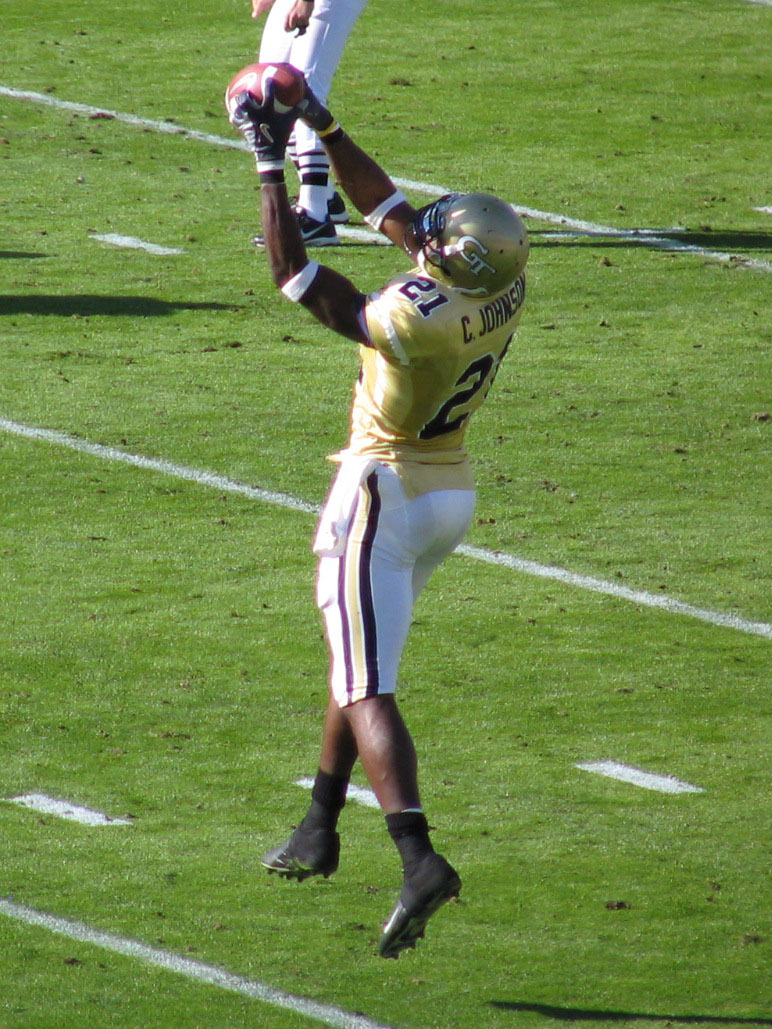
Una ricezione di Calvin Johnson a Georgia Tech

Nel football americano una ricezione (conosciuta in inglese come reception e in maniera informale come catch) è parte di un’azione di passaggio in cui un giocatore riceve entro l’interno del campo un passaggio in avanti dal quarterback della squadra dietro alla linea di scrimmage. Nella maggior parte dei casi, il giocatore che ha ricevuto il passaggio procede a correre verso la end zone avversaria tentando di segnare un touchdown, a meno che non venga placcato o venga spinto fuori dal campo. Le yard guadagnate, dalla partenza del passaggio fino al punto di massimo avanzamento del giocatore che ha ricevuto il passaggio, vengono conteggiate come “yard ricevute”.
Se il passaggio non è ricevuto da nessuno, l’azione viene classificata come “passaggio incompleto”, mentre se il passaggio viene ricevuto da un giocatore avversario, si tratta di un intercetto.
Una ricezione non deve essere confusa con un passaggio laterale, il quale è legale in ogni zona del campo e non solo dietro la linea di scrimmage. In un passaggio laterale, il pallone viene passato indietro o di lato a un compagno di squadra e le yard guadagnate, a livello statistico, sono conteggiate come “yard corse”.
Nella storia della National Football League il giocatore che ha fatto registrare più ricezioni in carriera è Jerry Rice con 1.549 tra il 1985 e il 2004. Seguono Larry Fitzgerald con 1.432 e Tony Gonzalez con 1.325. Il record in una singola stagione sono invece le 149 di Michael Thomas nel 2019.